# 萬海歌
萬 海歌（よろず みか、生年非公開 7月17日 - ）は、日本の声優・役者・女性アイドル。朗読ユニット『朗読むすめ』のメンバー。女性アイドルグループ『ripple link』のメンバー。岩手県釜石市出身。三木プロダクション所属（声優・役者）、Crossinng Music所属（アイドル）。

## 略歴
2011年、東日本大震災にて被災、肉親を失う。避難所生活中に、取材で訪れていたラジオパーソナリティやまだひさし氏のインタビューに応えた事が後の芸能生活に彩を添える事になった。
高校卒業後、上京。専門学校で研修を積む。
2021年、300名近いオーディションから、歴史コメンテーターの金谷俊一郎氏が監修する朗読ユニット『朗読むすめ』に選ばれる。
2022年、Crossinng Music所属の女性アイドルグループ『ripple link』のメンバーとしてライブアイドルデビュー。
2023年12月16日（土）NHK盛岡放送局『らじ推し』の公開収録にて、やまだひさし氏と共演を果たす。地元釜石市で初仕事。故郷に錦を飾った。

## 人物・エピソード
- チャームポイントはたれ目と大きな胃袋[6]。
- 趣味：カラオケ、散歩、舞台観劇[7]。
- 特技：残飯処理(たくさん食べること)、激辛、ヘアアレンジ、カラオケで90点以上とること[7]。

## 朗読むすめ
2021年11月3日始動。公式Youtubeでの活動が主。
- かなや放送と朗読むすめ - YouTubeチャンネル

## ripple link
2022年4月1日、始動。事務所主催ライブ、定期公演、対バンライブに出演している。
2025年5月17日、現体制ラストライブ開催（GOTANDA G+）。第二章に向け、準備期間に入った。
緑色担当、ニックネーム『よろず』、キャッチフレーズ『自慢は大きな胃袋。ごはんは大盛りでよろずぅで覚えてね』

### 出演した大きなライブ
- @JAM EXPO 2022（2022年8月27日、横浜アリーナ ブールベリーステージ DAY1 ウェルカムアクト) [10]
- @JAM EXPO 2023 supported by UP-T（2023年8月27日、横浜アリーナ キウイステージ DAY2 ウェルカムアクト) [11] 事務所の混成ユニット『MissyouMash』のメンバーとして
- @JAM EXPO 2024 supported by UP-T（2024年9月15日、横浜アリーナ ブールベリーステージ DAY2 ウェルカムアクト) [12]

### ラジオ(ripple link)
- RADIO CROSSING（2022年4月7日 - 2025年5月1日、市川うららFM）毎週第一木曜日オンエア[13]

### サブスクリプション
注：ソロ歌唱のみ
- prhythm (ver.萬海歌) [14]

### 写真集
注：ソロVer.のみ
- 【デジタル写真集／フォトブック】いろどる: ～桜2024～【萬海歌Edition】（2024年6月13日、Kindle）[15]

## 声優

### アニメ
- 微々っと!デビル（2022年 BSスカパー！ Ch.529 ベターライフチャンネル 『GROW-EGG!』内）シルフ･ルカ役・ジェノ役[16]
- とーがね!クロニクル #12（2024年6月19日 チバテレ）記者C・ガヤ [17]

### ボイスドラマ・ラジオドラマ
- ゲーマーズアイドル！（Crossing Music）ヒイラギ役
  - Aim for the top（2021年11月13日）[18]
  - By your side（2022年3月13日）[19]

## オリジナル楽曲
- Stargazer[20] - 作詞、歌唱を行う。

## ラジオ（個人）
- らじ推し（2023年12月22日・2024年1月26日、NHK盛岡放送局、イオンタウン釜石）出演：やまだひさし、萬海歌、中條奈菜花（NHKキャスター）[4]

## 関連
- 金谷俊一郎 - 朗読むすめ主催
- 渡邉沙志 - ripple link プロデューサー
- 瀬名みのり - ripple link メンバー
- TalkieTokyo - 姉妹ユニット
- LobeliA - Crossing Music所属ユニット